# Val d'Issoire
Cet article possède un paronyme, voir Val d'Isère.
Val d'Issoire est, depuis le 1er janvier 2016, une commune nouvelle française située dans la Haute-Vienne en région Nouvelle-Aquitaine. Elle est issue du regroupement le 1er janvier 2016 des deux communes de Bussière-Boffy et Mézières-sur-Issoire.

## Géographie

### Localisation
Le territoire communal est composé de la réunion des deux communes de Bussière-Boffy au sud (27,44 km2) et de Mézières-sur-Issoire au nord (44,16 km2). Possédant une limite commune sur seulement 500 mètres, les deux communes ont la particularité de ne communiquer directement par aucune voie carrossable ni même aucun chemin, étant séparées par le ruisseau de la Gaïenne, affluent de l'Issoire. La route départementale 48, qui relie les deux bourgs, effectue une incursion de presque un kilomètre sur la commune voisine de Nouic.

### Communes limitrophes
| Gajoubert                                        | Saint-Martial-sur-Isop | Saint-Bonnet-de-Bellac, Peyrat-de-Bellac |
| Brillac (Charente)                               | Val d'Issoire          | Bellac                                   |
| Lesterps (Charente), Saint-Christophe (Charente) | Nouic                  | Blond                                    |

### Climat
Le climat qui caractérise la commune est qualifié, en 2010, de « climat océanique altéré », selon la typologie des climats de la France qui compte alors huit grands types de climats en métropole. En 2020, la commune ressort du même type de climat dans la classification établie par Météo-France, qui ne compte désormais, en première approche, que cinq grands types de climats en métropole. Il s’agit d’une zone de transition entre le climat océanique, le climat de montagne et le climat semi-continental. Les écarts de température entre hiver et été augmentent avec l'éloignement de la mer. La pluviométrie est plus faible qu'en bord de mer, sauf aux abords des reliefs.
Les paramètres climatiques qui ont permis d’établir la typologie de 2010 comportent six variables pour les températures et huit pour les précipitations, dont les valeurs correspondent à la normale 1971-2000. Les sept principales variables caractérisant la commune sont présentées dans l'encadré ci-après.
| Paramètres climatiques communaux sur la période 1971-2000 - Moyenne annuelle de température : 11,3 °C - Nombre de jours avec une température inférieure à −5 °C : 2,6 j - Nombre de jours avec une température supérieure à 30 °C : 4,6 j - Amplitude thermique annuelle : 14,7 °C - Cumuls annuels de précipitation : 912 mm - Nombre de jours de précipitation en janvier : 13,2 j - Nombre de jours de précipitation en juillet : 7,5 j |

Avec le changement climatique, ces variables ont évolué. Une étude réalisée en 2014 par la Direction générale de l'Énergie et du Climat complétée par des études régionales prévoit en effet que la  température moyenne devrait croître et la pluviométrie moyenne baisser, avec toutefois de fortes variations régionales. La station météorologique de Météo-France installée sur la commune et mise en service en 1964 permet de connaître en continu l'évolution des indicateurs météorologiques. Le tableau détaillé pour la période 1981-2010 est présenté ci-après.
| Mois                                  | jan.         | fév.           | mars          | avril         | mai           | juin          | jui.          | août          | sep.          | oct.          | nov.           | déc.           | année     |
| ------------------------------------- | ------------ | -------------- | ------------- | ------------- | ------------- | ------------- | ------------- | ------------- | ------------- | ------------- | -------------- | -------------- | --------- |
| Température minimale moyenne (°C)     | 0,9          | 0,8            | 2,5           | 4,2           | 8             | 10,8          | 12,4          | 12,4          | 9,6           | 7,7           | 3,5            | 1,5            | 6,2       |
| Température moyenne (°C)              | 4,4          | 5,1            | 7,7           | 10            | 14            | 17,1          | 19,2          | 19,1          | 15,6          | 12,3          | 7,3            | 4,9            | 11,4      |
| Température maximale moyenne (°C)     | 7,8          | 9,4            | 12,9          | 15,7          | 20            | 23,5          | 25,9          | 25,7          | 21,7          | 16,9          | 11,2           | 8,2            | 16,6      |
| Record de froid (°C) date du record   | −20 17.01.87 | −16,3 09.02.12 | −17 07.03.71  | −7,5 10.04.75 | −4 08.05.74   | −1,5 05.06.76 | 3 05.07.84    | 1 26.08.66    | −2 23.09.77   | −5,6 31.10.97 | −11,4 22.11.88 | −12,5 31.12.96 | −20 1987  |
| Record de chaleur (°C) date du record | 18 11.01.71  | 24 27.02.19    | 26,5 31.03.21 | 29,7 30.04.05 | 31,8 15.05.92 | 38,5 27.06.11 | 38,8 23.07.19 | 39,5 07.08.20 | 35,5 14.09.20 | 29 02.10.85   | 24,2 08.11.15  | 19,2 19.12.15  | 39,5 2020 |
| Précipitations (mm)                   | 96,2         | 73,9           | 72,9          | 84,1          | 92,6          | 74,8          | 58,9          | 66,7          | 73,8          | 93,8          | 97,5           | 99,8           | 985       |

## Urbanisme

### Typologie
Au 1er janvier 2024, Val d'Issoire est catégorisée commune rurale à habitat très dispersé, selon la nouvelle grille communale de densité à sept niveaux définie par l'Insee en 2022.
Elle est située hors unité urbaine. Par ailleurs la commune fait partie de l'aire d'attraction de Bellac, dont elle est une commune de la couronne,. Cette aire, qui regroupe 11 communes, est catégorisée dans les aires de moins de 50 000 habitants,.

### Risques majeurs
Le territoire de la commune de Val d'Issoire est vulnérable à différents aléas naturels : météorologiques (tempête, orage, neige, grand froid, canicule ou sécheresse) et séisme (sismicité faible). Il est également exposé à un risque technologique,  le transport de matières dangereuses, et à un risque particulier : le risque de radon. Un site publié par le BRGM permet d'évaluer simplement et rapidement les risques d'un bien localisé soit par son adresse soit par le numéro de sa parcelle.

#### Risques naturels

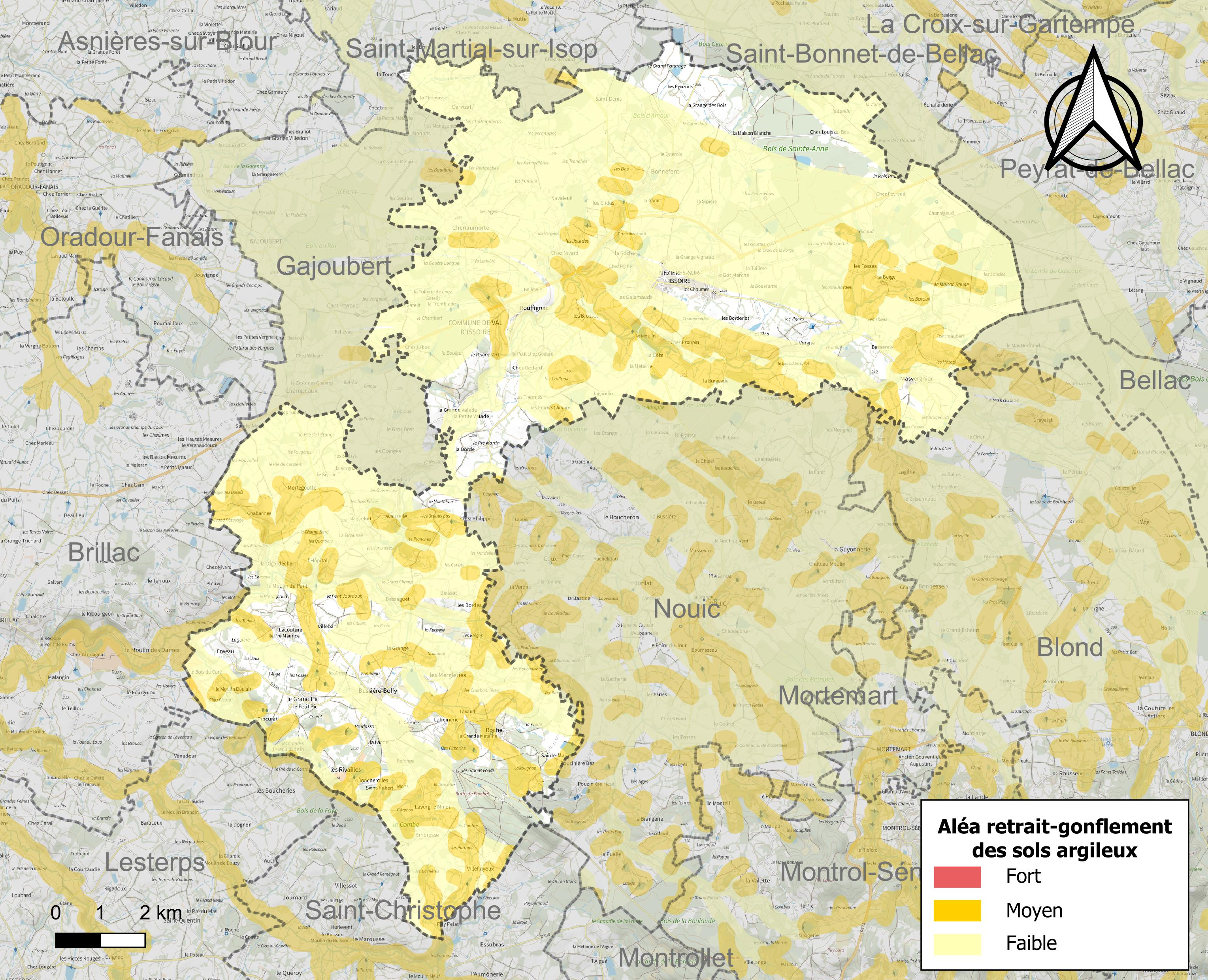
Carte des zones d'aléa retrait-gonflement des sols argileux de Val d'Issoire.

Le retrait-gonflement des sols argileux est susceptible d'engendrer des dommages importants aux bâtiments en cas d'alternance de périodes de sécheresse et de pluie. 22,3 % de la superficie communale est en aléa moyen ou fort (27 % au niveau départemental et 48,5 % au niveau national métropolitain). Depuis le 1er octobre 2020, en application de la loi ÉLAN, différentes contraintes s'imposent aux vendeurs, maîtres d'ouvrages ou constructeurs de biens situés dans une zone classée en aléa moyen ou fort,.
La commune a été reconnue en état de catastrophe naturelle au titre des dommages causés par les inondations et coulées de boue survenues en 1982, 1984 et 1999 et par des mouvements de terrain en 1999.

#### Risque particulier
Dans plusieurs parties du territoire national, le radon, accumulé dans certains logements ou autres locaux, peut constituer une source significative d'exposition de la population aux rayonnements ionisants. Selon la classification de 2018, la commune de Val d'Issoire est classée en zone 3, à savoir zone à potentiel radon significatif.

## Histoire
Il convient de se reporter aux articles consacrés aux anciennes communes fusionnées.
La création de la nouvelle commune est effective le 1er janvier 2016, entraînant la transformation des deux anciennes communes en « communes déléguées » dont la création a été entérinée par l'arrêté du 29 septembre 2015.

## Politique et administration

### Administration municipale
Jusqu'aux élections municipales de 2020, le conseil municipal de la nouvelle commune est constitué de l'ensemble des conseillers municipaux des anciennes communes.
| Nom                          | Code Insee | Intercommunalité    | Superficie (km2) | Population (dernière pop. légale) | Densité (hab./km2) |
| ---------------------------- | ---------- | ------------------- | ---------------- | --------------------------------- | ------------------ |
| Mézières-sur-Issoire (siège) | 87097      | CC du Haut Limousin | 44,16            | 803 (2013)                        | 18                 |
| Bussière-Boffy               | 87026      | CC du Haut Limousin | 27,44            | 330 (2013)                        | 12                 |

### Liste des maires
| Période      | Période  | Identité      | Étiquette | Qualité                      |
| ------------ | -------- | ------------- | --------- | ---------------------------- |
| janvier 2016 | En cours | Pascal Godrie | PS        | Député suppléant (2012-2017) |

## Population et société

### Démographie
L'évolution du nombre d'habitants est connue à travers les recensements de la population effectués dans la commune depuis sa création.

En 2022, la commune comptait 1 031 habitants, en évolution de −6,1 % par rapport à 2016 (Haute-Vienne : −0,68 %, France hors Mayotte : +2,11 %).
| 2018  | 2022  |
| ----- | ----- |
| 1 038 | 1 031 |

## Économie
Il convient de se reporter aux articles consacrés aux anciennes communes fusionnées.

## Culture locale et patrimoine
Il convient de se reporter aux articles consacrés aux anciennes communes fusionnées.
- Église de l'Assomption-de-la-Très-Sainte-Vierge de Bussière-Boffy. L'édifice a été inscrit au titre des monuments historique en 1974[25].
- La chapelle Saint-Jean-Baptiste de Bussière-Boffy.

### Note
1. ↑  Les normales servent à représenter le climat. Elles sont calculées sur 30 ans et mises à jour toutes les décennies. Après les normales 1971-2000, les normales pour la période 1981-2010 ont été définies et, depuis 2021, ce sont les normales 1991-2020 qui font référence en Europe et dans le monde[5].
2. ↑  L'amplitude thermique annuelle mesure la différence entre la température moyenne de juillet et celle de janvier. Cette variable est généralement reconnue comme critère de discrimination entre climats océaniques et continentaux.
3. ↑  Une précipitation, en météorologie, est un ensemble organisé de particules d'eau liquide ou solide tombant en chute libre au sein de l'atmosphère. La quantité de précipitation atteignant une portion de surface terrestre donnée en un intervalle de temps donné est évaluée par la hauteur de précipitation, que mesurent les pluviomètres[6].
4. ↑  La notion d'aire d'attraction des villes a remplacé en octobre 2020 l'ancienne notion d'aire urbaine, pour permettre des comparaisons cohérentes avec les autres pays de l'Union européenne.
5. ↑  Dans les zones classées en aléa moyen ou fort, différentes contraintes s'imposent :
  - au vendeur d'informer le potentiel acquéreur du terrain non bâti de l'existence du risque RGA ;
  - au maître d'ouvrage, dans le cadre du contrat conclu avec le constructeur ayant pour objet les travaux de construction, ou avec le maître d'œuvre, le choix entre fournir une étude géotechnique de conception et le respect des techniques particulières de construction définies par voie réglementaire ;
  - au constructeur de l'ouvrage qui est tenu, soit de suivre les recommandations de l'étude géotechnique de conception, soit de respecter des techniques particulières de construction définies par voie réglementaire.
6. ↑  Population municipale de référence en vigueur au 1er janvier 2025, millésimée 2022, définie dans les limites territoriales en vigueur au 1er janvier 2024, date de référence statistique : 1er janvier 2022.